# Comme Cendrillon : Trouver chaussure à son pied
Pour les articles homonymes, voir Cendrillon (homonymie).
Série Comme Cendrillon
Il était une chanson
(2011) Un conte de Noël
(2019)
Pour plus de détails, voir Fiche technique et Distribution.
Comme Cendrillon : Trouver chaussure à son pied, ou Une aventure de Cendrillon 4 : Trouver chaussure à son pied au Québec et Une histoire de Cendrillon 4 en Belgique (A Cinderella Story: If the Shoe Fits), est un film américain réalisé par Michelle Johnston et sorti directement en vidéo en 2016.
Le film est le quatrième volet de la série de films Comme Cendrillon. Il est précédé par Comme Cendrillon, sorti en 2004 ; par Comme Cendrillon 2, sorti en 2008 et par Comme Cendrillon : Il était une chanson, sorti en 2011.

## Synopsis
Tessa Golding est une jeune orpheline embauchée comme assistante par sa belle-mère, Divine, et ses belles-sœurs, Olympia et Athéna, pour les accompagner au Royal Lagoons Resort pour une audition. Les belles-sœurs veulent auditionner pour jouer dans une adaptation de Cendrillon en comédie musicale au côté de Reed West, un chanteur célèbre. Tessa se lie d'amitié avec une maquilleuse, Georgia, qui la pousse à passer l'audition pour le rôle de Cendrillon en se grimant pour ne pas être reconnue par sa belle-mère et ses belles-sœurs. Tessa devient donc Bella Snow. Mais quand elle obtient le rôle, elle est contrainte de garder cette couverture pour pouvoir continuer à vivre sa passion. Mais réaliser son rêve en secret va s’avérer plus difficile qu'elle ne le pensait.

## Fiche technique
- Titre original : A Cinderella Story: If the Shoe Fits
- Titre français : Comme Cendrillon : Trouver chaussure à son pied
- Titre québécois : Une aventure de Cendrillon 4 : Trouver chaussure à son pied
- Titre belge : Une histoire de Cendrillon 4
- Réalisation : Michelle Johnston
- Scénario : Elena Song
- Musique : Jake Monaco
- Photographie : Robert Brinkmann
- Montage : David Finfer et Lawrence Jordan
- Production : Dylan Sellers et Michelle Johnston
- Sociétés de production : Dylan Sellers Productions, Film Afrika Worldwide et Warner Home Video
- Société de distribution : 
  - États-Unis : Warner Home Video
  - France : Warner Bros. France
- Pays d'origine :  États-Unis
- Langue : anglais
- Format : Couleurs - 1.78:1 - Dolby Digital
- Durée : 93 minutes
- Genre : Comédie musicale
- Dates de sortie :
  - États-Unis : 2 août 2016 (sortie digitale) ; 16 août 2016 (sortie DVD)
  - Canada / Québec : 16 août 2016 (sortie digitale) ; 20 septembre 2016 (sortie DVD)
  - France : 22 août 2016 (sortie digitale) ; 21 septembre 2016 (sortie DVD)

## Distribution
- Sofia Carson (VF : Kelly Marot) : Tessa Golden / Bella Snow
- Thomas Law (en) (VF : Gauthier Battoue) : Reed West
- Jennifer Tilly (VF : Marie Vincent) : Divine
- Amy Louise Wilson (VF : Chantal Baroin) : Athena
- Jazzara Jaslyn : Olympia
- Nicole Fortuin (VF : Nadine Girard) : Georgie
- David Ury : Freddie Marks
- Chloe Perling : Janet
- Ally White (VF : Joséphine Ropion) : Bianca

## Production
En janvier 2016, il est annoncé que Sofia Carson jouera le personnage principal d'un quatrième volet de la série de films Comme Cendrillon.
Le tournage du film a eu lieu au Cap en Afrique du Sud. Il a commencé en mars 2016.
C'est la première suite du film Comme Cendrillon produite depuis la fermeture du studio Warner Premiere qui s'occupait de produire les suites de la série.

## Bande-originale

### Original Motion Picture Soundtrack
Liste des titres
1. Full Throttle - Sofia Carson
2. Get Loose - Thomas Law (en)
3. Stuck on the Outside - Thomas Law (en)
4. Do You - Nicole Fortuin et Sofia Carson
5. Stick Up - Chick Norris
6. Reach for the Stars - Love Kelli
7. Stuck on the Outside - Sofia Carson
8. Game On - C. J. Ryan
9. Why Don't I - Sofia Carson
10. If the Shoe Fits - Thomas Law (en)
11. Why Don't It (Duo) - Sofia Carson et Thomas Law (en)
12. Clap Your Hands - Leo Soul